# Kołpakowo (obwód kurski)
Kołpakowo (ros. Колпаково) – wieś (ros. село, trb. sieło) w zachodniej Rosji, w sielsowiecie kołpakowskim rejonu kurczatowskiego w obwodzie kurskim.

## Geografia
Miejscowość położona jest nad rzeką Rieut (lewy dopływ rzeki Sejm), 6,5 km od centrum administracyjnego sielsowietu kołpakowskiego (Nowosiergiejewka), 13,5 km od centrum administracyjnego rejonu (Kurczatow), 45,5 km od Kurska.
W granicach miejscowości znajdujе się 121 posesji.

## Demografia
W 2010 r. miejscowość zamieszkiwały 92 osoby.

## Urodzeni we wsi Kołpakowo
- Siergiej Titowicz Akimow (ur. 1929) – kierowca koparki w kombinacie przetwórczo-wydobywczym, honorowy obywatel Żeleznogorska, Bohater Pracy Socjalistycznej (1971)[5]

## Zabytki
- Grodzisko wsi Kołpakowo[2]